# Гуменська сільська рада
| Гуменська сільська рада — колишній орган місцевого самоврядування у Вінницькому районі Вінницької області з адміністративним центром у c. Гуменне. Сільській раді були підпорядковані населені пункти: - c. Гуменне - с. Михайлівка |

## Склад ради
Рада складалася з 18 депутатів та голови.

## Керівний склад сільської ради
| ПІБ                          | Основні відомості                                                                 | Дата обрання  | Дата звільнення |
| ---------------------------- | --------------------------------------------------------------------------------- | ------------- | --------------- |
| Осадчий Василь Володимирович | Сільський голова, 1956 року народження, освіта, член Народно-демократичної партії | 26.03.2006    | 31.10.2010      |
| Верба Микола Петрович        | Сільський голова, 1966 року народження, освіта вища, безпартійний                 | 31.10.2010    | листопад 2015   |
| Хоменко Олександр Іванович   | Освіта середня спеціальна, член партії "БЛОК ПЕТРА ПОРОШЕНКА "СОЛІДАРНІСТЬ".      | листопад 2015 | липень 2017     |
| Кадіра Надія Миколаївна      | в.о. Сільського голови                                                            | липень 2017   |                 |

Примітка: таблиця складена за даними джерела